# Kiskunlacháza, Pesta
Kiskunlacháza  este un sat în districtul Ráckeve, județul Pesta, Ungaria, având o populație de 8.879 de locuitori (2011). 

## Demografie
Componența etnică a satului Kiskunlacháza
     Maghiari (96,17%)
     Romi (1,91%)
     Necunoscut (0,45%)
     Alții (1,48%)
Componența confesională a satului Kiskunlacháza
     Romano-catolici (36,28%)
     Reformați (25,16%)
     Fără religie (9,24%)
     Necunoscută (27,68%)
     Alte religii (2,4%)
Conform recensământului din 2011, satul Kiskunlacháza avea 8.879 de locuitori. Din punct de vedere etnic, majoritatea locuitorilor (96,17%) erau maghiari, cu o minoritate de romi (1,91%). Apartenența etnică nu este cunoscută în cazul a 0,45% din locuitori. Nu există o religie majoritară, locuitorii fiind romano-catolici (36,28%), reformați (25,16%) și persoane fără religie (9,24%). Pentru 27,68% din locuitori nu este cunoscută apartenența confesională.